# Кумертау (станция)
Кумерта́у (баш. Күмертау) — железнодорожная станция Башкирского региона Куйбышевской железной дороги, городе Кумертау Республики Башкортостан.  

## Поезда дальнего следования
По состоянию на ноябрь 2021 года движение поездов дальнего следования по станции Кумертау отсутствует.
Движение пассажирских поездов 381/382 сообщением Уфа-Ташкент и 371/372 сообщением Уфа-Андижан отменено в марте 2020 года решением Узбекских железных дорог в связи с угрозой распространения коронавируса. По настоящее время курсирование поездов не возобновлено.

### Круглогодичное движение поездов
| № поезда | Маршрут движения | № поезда | Маршрут движения |
| -------- | ---------------- | -------- | ---------------- |
| 381/382  | Уфа — Ташкент    | 381/382  | Ташкент — Уфа    |

### Сезонное движение поездов
| № поезда | Маршрут движения | № поезда | Маршрут движения |
| -------- | ---------------- | -------- | ---------------- |
| 371/372  | Уфа — Андижан    | 381/382  | Андижан — Уфа    |

В прошлом объём движения поездов дальнего следовании по станции Кумертау был значительно больше. В вагонном участке на станции формировались прицепные вагоны к уфимским поездам на Москву, Санкт-Петербург, Нижневартовск и Новый Уренгой. Через станцию курсировали следующие поезда:
| Поезд | Сообщение                  | Дни курсирования     |
| ----- | -------------------------- | -------------------- |
| 607Й  | Кумертау — Учалы           | С 2007 года отменён  |
| 608Й  | Учалы — Кумертау           | С 2007 года отменён  |
| -     | Уфа — Оренбург             | С 2010 года отменён  |
| -     | Оренбург — Уфа             | С 2010 года отменён  |
| -     | Кумертау — Москва          | С 24.05.2012 отменён |
| -     | Москва — Кумертау          | С 24.05.2012 отменён |
| -     | Кумертау — Санкт-Петербург | С 10.2011 отменён    |
| -     | Кумертау-Нижневартовск     | С 24.05.2012 отменён |
| -     | Кумертау — Новый Уренгой   | С 24.05.2012 отменён |
| 610Й  | Ульяновск — Ташкент        | С 2016 года отменён  |
| 381Ь  | Ташкент — Ульяновск        | С 2016 года отменён  |

## Поезда пригородного следования
Станция Кумертау является конечной для большей части пригородных поездов. Скорые пригородные поезда Уфа-Оренбург имеют по станции Мелеуз стоянку длительностью в 1 минуту. По состоянию на ноябрь 2021 года пригородное сообщение осуществляется рельсовыми автобусами РА1, РА2 и РА3 по следующим направлениям:
- Стерлитамак — Кумертау (ежедневно, 1 пара поездов)
- Уфа — Кумертау (ежедневно, 1 пара поездов)
- Уфа — Оренбург (ежедневно, 1 пара поездов)

3 апреля 2021 года было запущено ежедневное движение скорого пригородного поезда РА3 "Орлан" по маршруту Кумертау-Уфа (с остановками в Мелеузе, Салавате, Стерлитамаке и Дёме). Время в пути составляет около 4 часов, что сопоставимо с временем следования междугородних автобусов. Расписание составлено с учётом утреннего прибытия в Уфу и вечернего отправления из столицы Башкортостана. 12 июня 2021 года была назначена вторая пара скорых "Орланов" по маршруту Уфа-Кумертау с вечерним прибытием и утренним отправлением из Уфы.
27 сентября 2021 года было открыто регулярное движение скорых пригородных поездов РА3 "Орлан" по межрегиональному маршруту Уфа-Оренбург (с остановками в Дёме, Карламане, Стерлитамаке, Салавате, Мелеузе и Кумертау). Поезд находится в пути около шести часов, участок Уфа-Кумертау преодолевает в среднем за 4 часа. Из Уфы скорый поезд отправляется утром, прибывает обратно в столицу Башкортостана вечером. С вводом в график поезда Уфа-Оренбург назначенная 12 июня пара поездов Уфа-Кумертау выведена из графика.
Текущее расписание пригородных поездов по станции Кумертау можно посмотреть здесь:
- Расписание пригородных поездов. Яндекс.Расписания.

## Грузовые операции станции
- Прием и выдача повагонных отправок грузов, допускаемых к хранению на открытых площадках станций.
- Прием и выдача грузов повагонными и мелкими отправками, загружаемых целыми вагонами, только на подъездных путях и местах необщего пользования.

## Коммерческие операции
- Продажа пассажирских билетов. Прием, выдача багажа
- Приём и выдача повагонных отправок грузов, допускаемых к хранению на открытых площадках станций.
- Приём и выдача грузов повагонными и мелкими отправками, загружаемых целыми вагонами, только на подъездных путях и местах необщего пользования.

## Использование в искусстве
Станция-героиня песни Ильдара Хайруллина «Кумертау — Учалы».